# Stocken-Höfen
Stocken-Höfen é uma comuna da Suíça, situada no distrito administrativo de Thun, no cantão de Berna. Tem 14,22 km² de área e sua população em 2018 foi estimada em 1.016 habitantes.
Foi criada em 1 de janeiro de 2014, a partir da fusão das antigas comunas de Niederstocken, Oberstocken e Höfen.